# Metzengerstein

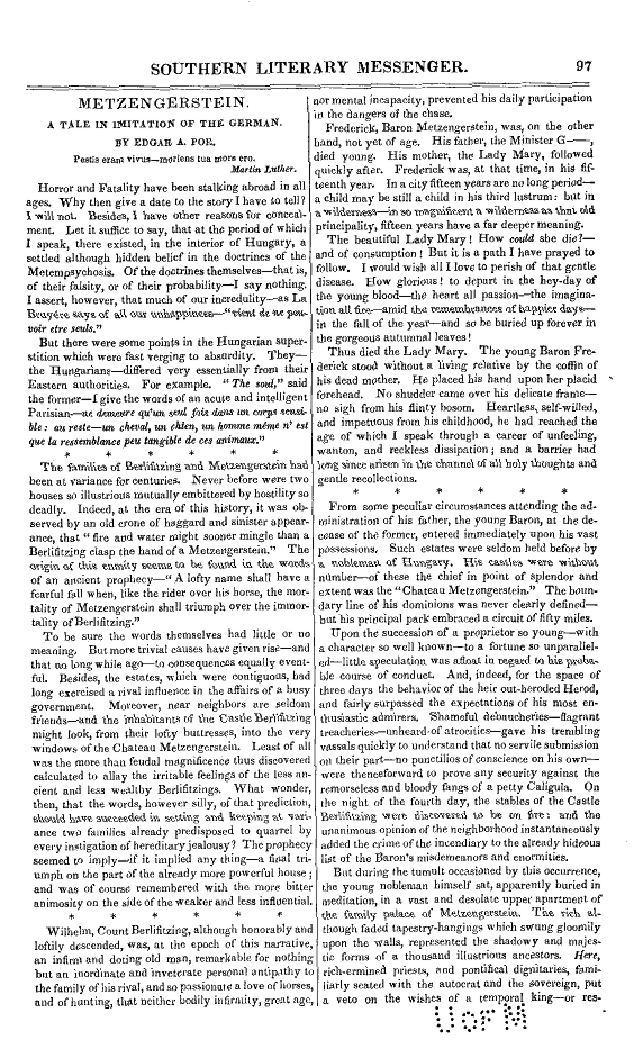
Metzengerstein, Ausgabe in der Zeitschrift Southern Literary Messenger, January 1836

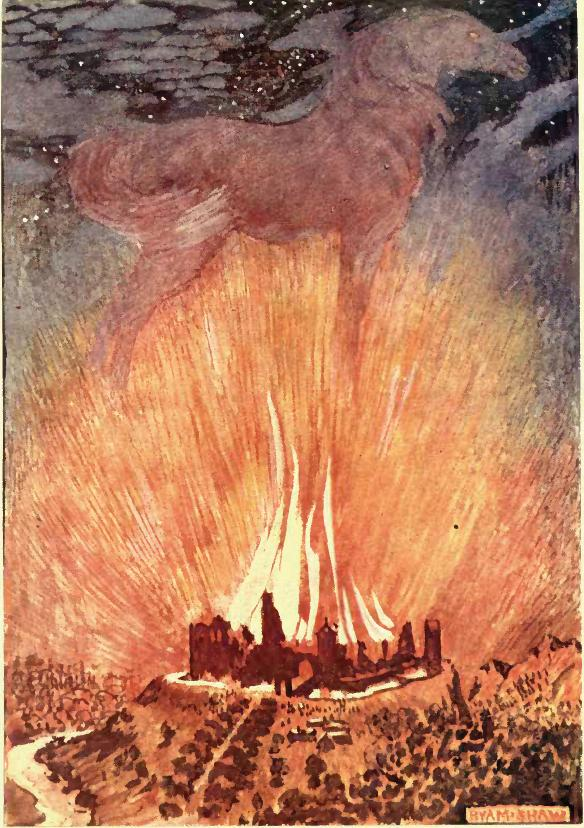
Illustration von Byam Shaw für eine britische Ausgabe, 1909

Metzengerstein ist die erste Kurzgeschichte von Edgar Allan Poe. Sie erschien erstmals 1832 in The Saturday Courier, zum zweiten Mal 1836 in The Southern Literary Messenger unter dem erweiterten Titel Metzengerstein, a Tale in Imitation of the German (M., eine Erzählung im deutschen Stil).

## Inhalt
Poe eröffnet mit einem Satz, der geradezu als Programm seiner Kurzgeschichtenproduktion gelten kann: Entsetzen und Unglück rasen in ungezügeltem Lauf durch alle Jahrhunderte. Zwei Familien, die Metzengerstein und die Berlifitzing, leben in dicht beieinander stehenden Burgen in jahrhundertealter Feindschaft in Ungarn. Wilhelm Graf von Berlifitzing ist ein erloschener alter Mann, der nur noch ein Vergnügen kennt, die Jagd.
Sein Rivale ist Frederick Baron von Metzengerstein, ein noch junger Mann im Vollbesitz seiner Kräfte. Er hat gerade seine Eltern verloren und verübt Grausamkeiten ohne Zahl und Maß, weshalb er als zweiter Caligula bezeichnet wird. So steckt er auch die Stallungen Berlifitzings an und versinkt, nun auch noch zweiter Nero, während sie brennen, in die Betrachtung eines Wandbehangs, der ein riesiges Schlachtross zeigt, dessen Reiter, ein Berlifitzing, im Hintergrund von einem Metzengerstein getötet wird. Im Feuerschein der brennenden Stallungen scheint dieses Ross sich zu bewegen, zum Leben zu erwachen und flehmend Totenzähne zu entblößen. Erschreckt eilt Metzengerstein ins Freie. Dort führen ihm drei Stallburschen ein riesiges, feuerrotes Pferd zu, das sie kaum zu bändigen vermögen. Angeblich ist es aus den brennenden Stallungen Berlifitzings ausgebrochen, es trägt auch das Brandzeichen W.V.B. auf seiner Stirn – aber die Knechte Berlifitzings leugnen, mit dem Tier etwas zu tun zu haben – und der alte Berlifitzing ist bei dem Versuch, seine Pferde zu retten, im Feuer umgekommen.
Dieses namenlos bleibende Ross wird nun zum Lebensinhalt Fredericks von Metzengerstein, der seiner früheren Bosheit entsagt und das Tier so oft reitet, dass er scheinbar aus seinem Sattel gar nicht mehr herauskommt. Ein Page behauptet, Frederick besteige es nie ohne inneres Grauen. Eines Morgens, als er mit dem Pferd im Wald verschwunden ist, geht sein Schloss in Flammen auf. Hilflos schauen die Umwohner zu; da kommt das Pferd in rasendem Galopp zurück, Metzengerstein hat offenbar die Herrschaft darüber verloren, Pferd und Reiter verschwinden in der brennenden Burg, über der sich eine Rauchwolke in Gestalt eines Pferdes bildet.

## Deutung
Schon in dieser ersten Kurzgeschichte bedient sich Poe des für ihn typischen Kunstgriffs, der Erzählung eine theoretische Betrachtung vorauszuschicken. Hier geht er darauf ein, dass die Geschichte einer Zeit entstamme, in der die Seelenwanderung viele Anhänger hatte. Er legt damit die Deutung nahe, dass die Seele des alten Berlifitzing im Augenblick seines Todes in das riesige Ross übergegangen sei, das sein Brandzeichen auf der Stirn trägt und das Frederick von Metzengerstein in denselben Feuertod trägt, den auch der alte Berlifitzing erlitten hat. Poe stützt diese Deutung noch, indem er zu Beginn eine Prophezeiung anführt:
Ein großer Name wird auf das Schrecklichste untergehen, wenn die Sterblichkeit von Metzengerstein, wie der Reiter über sein Ross, über die Unsterblichkeit von Berlifitzing triumphiert. (A lofty name shall have a fearful fall when, as the rider over his horse, the mortality of Metzengerstein shall triumph over the immortality of Berlifitzing.)
Nicht der Reiter hat über das Ross, sondern das Ross über den Reiter triumphiert, die Prophezeiung kehrt sich also um in Ein großer Name wird untergehen, wenn die Sterblichkeit von Berlifitzing (das Pferd) über die – scheinbare – Unsterblichkeit von Metzengerstein triumphiert.
Bedenkt man aber, wie oft es Frauengestalten sind, die bei Poe zu unheimlichem neuem Leben erwachen (in Morella, Der Untergang des Hauses Usher, Eleonora, Ligeia) und dass das Pferd die Totenzähne der Berenice entblößt, dann drängt sich auch hier die Deutung von Marie Bonaparte auf, die in dem aus einem Wandteppich zum Leben erwachenden Ross („steed“) ein Symbol der Mutter erblickt, mit der sich der Protagonist infolge des Inzestverbots (sein Schauder beim Besteigen des Pferdes!) nur im Tod vereinigen kann – vergleichbar dem synchronen Selbstmord des Fremden und der Marchesa Afrodite in Die Verabredung.
Unüberhörbar ist ein satirischer Ton (z. B. die Namen der beiden Familien), mit dem Poe sich von dieser deutschen Art der Schreckenserzeugung bereits frühzeitig distanziert. In der Vorrede zu Tales of the Grotesque and Arabesque heißt es 1840, nur eine seiner Erzählungen (wahrscheinlich Metzengerstein) bediene sich germanischen Pseudo-Horrors, im Übrigen aber stamme sein Schrecken nicht aus Deutschland, sondern aus der Seele.

## Adaptionen
- Film: Metzengerstein von Roger Vadim, eine von drei Episoden in Außergewöhnliche Geschichten (Histoires extraordinaires), 1968. Mit Jane Fonda als Contessa Frederica und Peter Fonda als Baron Wilhelm
- Edgar Allan Poe (Hörspielserie), Hörspiel, frei nach Poe

### Ausgaben
Die maßgebliche moderne Ausgabe ist mitsamt kritischem Apparat auch online verfügbar:
- Metzengerstein. In: Thomas Ollive MabbottThomas Ollive Mabbott (Hrsg.): Collected Works of Edgar Allan Poe. Band 2: Tales & Sketches I. Belknap Press of Harvard University Press, Cambridge Mass. 1978, S. 15–31.

### Sekundärliteratur
- Jerome DeNuccio: History, Narrative, and Authority: Poe's Metzengerstein. In: College Literature 24:2, 1997, S. 71–81.
- Benjamin F. Fisher: Poe's 'Metzengerstein': Not a Hoax. In: American Literature 42, 1971, S. 487–94.
- Travis Montgomery: Poe's Oriental Gothic: Metzengerstein (1832), The Visionary (1834), Berenice (1835), the Imagination and Authorship's Perils. In: Gothic Studies 12:2, 2010, S. 4–28.
- George H. Soule, Jr: Byronism in Poe's 'Metzengerstein' and 'William Wilson' . In: ESQ 24, 1978, S. 152–62.
- G. R. Thompson: Poe's 'Flawed' Gothic: Absurdist Techniques in 'Metzengerstein' and the 'Courier' Satires. In: Emerson Society Quarterly 60 (Supplementheft), 1970, S. 38–58. Überarbeitete Fassung in: G. R. Thompson: Poe's Fiction: Romantic Irony in the Gothic Tales. Wisconsin University Press, Madison Wisc., 1973, S. 52ff.